# Рем Дігга
Роман Воронін (нар. 1 лютого 1987, Гуково), більш відомий під сценічним псевдонімом Рем Дігга — російський реп-виконавець і бітмейкер, колишній учасник групи «Суисайд».
Внесений до бази Центру дослідження ознак злочинів проти національної безпеки України Миротворець за підтримку терористичного квазідержавного утворення "ДНР" і незаконний перетин кордону України .

## Біографія
Роман Воронін народився в 1987 році в місті Гуково Ростовської області. Навчався в загальноосвітній школі № 23 імені В. А. Шеболдаєва; з 10 років почав ходити в музичну школу, де навчався по класу гітари і фортепіано. Тоді ж і почалося його захоплення репом. Як згадує Роман в одному з інтерв'ю, шкільний друг дав послухати альбом Shut 'Em Down групи Onyx і це справило на нього сильне враження. У 11 років він вперше прочитав реп на шкільному ранку. Пізніше разом з реп-виконавцем Шамой, з яким був знайомий зі школи, створив групу «Суісайд».

### 2005—2009: «Суісайд», травма, «Периметр»
У 2005 році в складі групи був записаний альбом «Брутальна тематика» на студії «Собіно» у Хаміля, одного з учасників групи «Каста», тоді ж РоЕмДі познайомився з усією групою. Альбом був випущений в листопаді 2006 року, як раз в цей час Роман був призваний на строкову службу в Збройні Сили Росії, де служив в розвідроти 108-го полку 7-ї повітряно-десантної дивізії. Навіть перебуваючи в армії, Дігга продовжував писати музику.

Після повернення Роман влаштувався на роботу, однак в результаті нещасного випадку (падіння з балкона четвертого поверху) пошкодив хребет і став інвалідом. Як сам стверджує, це сталося випадково:
І я не кидався з вікна через кохання, як пишуть деякі … <…> Просто впав невдало на асфальт. Сам не зрозумів, як так вийшло — напевно, сам винен. Лазив вічно по домівках, любив по п'ятиповерхівки, по балконах без страховки, пустував.
Запис дебютного сольного альбому «Периметр» проходила, коли виконавець не міг піднятися з ліжка. З його виходом у 2009 році до молодому реп-виконавцю прийшла перша популярність, його дебют порівнювали з «Кара-Те» — першим альбомом Смокі Мо.

### 2011—2012: альбоми «Глибина» і «Чорниця», інтернет-батли
Двома роками пізніше був випущений другий сольний альбом — «Глибина», який був включений порталами Rap.ru і Prorap.ru в десятку кращих вітчизняних альбомів 2011 року. Серед запрошених виконавців були Владі (група «Каста»), Нігатів (група «Тріада») та інші, а трек «Ангели» був записаний за участю американського репера Hell Razah з групи Sunz of Man.
У 2011 році Дігга взяв участь в двох хіп-хоп-баттлах — Indabattle 3 і Дев'ятий Офіційний Баттл Hip-hop.ru. У першому Рем програв в п'ятому раунді (з дев'яти) Bes'у (Da Tempo), а в другому зайняв друге місце з виграшем в 50 000 рублів, поступившись RE-pac'у. В цьому ж році Рем Дігга спільно з сахалінської групою Black Market випустив альбом «Убиті параграфи».
Після поліпшення стану здоров'я Роман почав давати гастролі по країні. У січні 2012 року російський виконавець і американська хіп-хоп-гурт Onyx дали спільний концерт у Ростові, який пройшов в клубі «Тесла». Перший великий виступ Романа відбувся 6 квітня в Санкт-Петербурзі в клубі ГлавClub, на концерт прийшло близько 2 тисяч осіб. У березні Рем Дігга потрапив до п'ятірки номінантів премії Stadium RUMA 2012 у категорії «Прорив року». У червні взяв участь у фестивалі Hip-Hop All Stars, що проходив в Санкт-Петербурзі, до якого було підготовлено спеціальне промо-відео з Романом.
У липні 2012 року відбувся реліз альбому-компіляції «Крокодил говорить», до якого увійшли баттлові та зовсім нові треки. Про підготовку нового експериментального альбому, який записувався паралельно з «Глибиною», Рем Дігга оголосив перед випуском останнього. Він заздалегідь оголосив його назву («Чорниця») і планував випустити навесні 2012 року, однак через пересведіння альбом з'явився на світ лише 15 жовтня. Сам виконавець заздалегідь попередив прихильників, що цей альбом буде «ліричним і сопливих, де буде багато вокалу, романтики і мінімум фітов, а також буде демонстрацією того, що російський реп не обов'язково повинен залишатися злісним і зашифрованим».

### 2013— даний час: альбоми «Корінь» і «Людожер»
4 червня 2013 року вийшов міні-альбом під назвою «Корінь», в якому присутні як нові пісні, так і зовсім ранні роботи Рем Діггі, записані в підлітковому віці. 8 січня 2014 року відбувся реліз спільного з групою the Chemodan альбому «Одна петля».
31 серпня 2014 року було випущено четвертий студійний альбом Рем Діггі «Людожер».
29 грудня 2015 року відбувся реліз спільного з FD Vadim'ом альбому «Граната».
10 лютого 2016 року Рем Дігга випустив ліричний альбом «Чорниця та циклоп».
30 листопада 2016 Рем Дігга випустив сольний альбом «42/37».

## Особисте життя

#### Погляди і переконання
За віросповіданням — православний.
Не курить, не вживає алкоголь, також обмежує себе в їжі.
Підтримує терористичну організацію «ДНР». Члени цієї організації були показані у кліпі на пісню «У вогні», що присвячена подіям на Донбасі.

## Дискографія

#### Сольні студійні альбоми
- 2009 — «Периметр»
- 2011 — «Глибина»
- 2012 — «Чорниця»
- 2014 року — «Людожер»
- 2016 — «Чорниця та Циклоп»
- 2016 — «42/37»

#### Міні-альбоми
- 2013 — «Корінь»

#### Збірники
- 2012 — «Крокодил говорить»

#### Колаборації
- 2006 — «Брутальна тематика» (в складі групи «Суісайд»)
- 2011 — «Убиті параграфи» (спільно з Black Market)
- 2014 року — «Одна петля» (спільно з the Chemodan)
- 2014 року — «Граната» (спільно з FD Vadim)

#### Сингли
- 2011 — «Hardcore» (уч. Смокі Мо)
- 2012 — «Декантація» (уч. Black Market)
- 2013 — «Віз» (уч. Slim, Гіга, Нигатив)
- 2013 — «До тебе»
- 2014 року — «Дотик»
- 2017 — «I Got Love» (уч. MiyaGi і Ендшпіль)
- 2017 — «Цукерка»

## Відеографія

### Відеокліпи
- 2012 — «Білі банти»
- 2012 — «Таємниця» (уч. Guf)
- 2013 — «Шмаринов»
- 2013 — «Лови»
- 2013 — «Божевільне зло»
- 2013 — «Судоми»
- 2014 року — «4 сокири» (уч. Сліпий Ро, Murovei)
- 2014 року — «Місто вугілля» (уч. Mania)
- 2014 року — «Вій»
- 2015 — «Вулиці мовчать» (уч. Каже Обойма)
- 2015 — «Атлантика»
- 2015 — «+ 500» при (уч. L (iZReaL))
- 2015 — «на низах»
- 2015 — «Далеко» (уч. Chris Yank)
- 2015 — «На Південь»
- 2017 — «Give It Up» (уч. Onyx)
- 2017 — «42 & 37»
- 2017 — «Дорога додому» (уч. Chris Yank)
- 2017 — «Шахта» (уч. Mania)
- 2017 — «Ультиматум»
- 2017 — «У вогні»
- 2017 — «I Got Love» (уч. MiyaGi і Ендшпіль).

### Відеозапрошення
- 2012 — «Запрошення на Hip-Hop All Stars 2012»
- 2013 — «Папа ропа»
- 2013 — «Запрошення на Hip-Hop All Stars 2013»
- 2013 — «На майці крок»
- 2014 року — «Бути» (велике запрошення)
- 2017 — «перший домашній» (уч. СлепРо, Санн).

## Фільмографія
- 2012 — «Я це Я» (документальний проект);
- 2013 — «RHHB (Russian Hip Hop Beef)» .

## Нагороди та номінації
- Фіналіст 9-го офіційного батла Hip-hop.ru.
- На премії RUMA 2012 був номінований в двох категоріях — «Прорив року» та «Feat. року» («Чорт» за участі Смокі Мо).
- Альбом «Чорниця» був номінований в категорії «Кращий альбом 2012» інтернет-журналом «МузКуб».
- Переможець в громадському голосуванні Hip-hop.ru Awards 2011 у номінаціях «Відкриття року», «Відкриття батла», «Розчарування батла», «Кращий MC батла», «Кращий спаринг батла» (проти СД і проти Тіпсі Типу), «Кращий трек батла».

## Цікаві факти
- Колекціонує різні речі зі Сходу: картини, чотки, тюбетейки і інше, також носить етнічний одяг.